# 李文荣
李文荣（1962年10月—），男，汉族，云南昭阳人。1984年7月参加工作，1984年3月加入中国共产党。湖南大学机械制造专业本科毕业，云南大学中国经济与企业管理专业在职研究生学历。

## 生平
1980年9月，湖南大学机械制造专业毕业，获工学学士学位。
1984年7月，在昆明机床厂一装配车间见习劳动。1985年7月，在昆明机床厂研究所工作。1985年11月，在云南省委整党办公室工作。1987年3月，任昆明机床厂厂部办公室副主任。1990年5月，任昆明机床厂工艺处副处长。1993年5月，任昆明昆机集团公司党委组织部部长、劳动人事处处长（其间于1995年9月至1997年6月，在云南大学中国经济与企业管理研究生班学习）。1996年10月，历任昆明机床股份公司董事、总经理、昆明昆机集团公司党委副书记、纪委书记，昆明机床股份有限公司执行董事（其间于1997年9月至1998年1月，在中央党校学习）。
2002年12月，历任文山壮族苗族自治州人民政府副州长，州委常委、常务副州长。2008年1月，任中共昆明市委常委、常务副市长。2011年12月，任云南省工业和信息化委员会党组书记、副主任。
2012年12月，任中共昆明市委副书记、昆明市人民政府市长。2013年2月，当选第十二届全国人民代表大会代表。2015年10月，任中共曲靖市委书记。2016年12月，任中共云南省委常委。2022年1月，当选为云南省人大常委会副主任。
2025年3月18日，因涉嫌严重违纪违法，接受中央纪委国家监委纪律审查和监察调查。李文荣也成为继张祖林、王喜良、刘佳晨后连续第四位落马的昆明市市长。同月26日，曲靖市人大常委会决定罢免其云南省十四届人大代表资格，省人大代表资格终止，省人大常委会副主任职务相应撤销。